# 阿恩德·施米特
阿恩德·施米特（德語：Arnd Schmitt，1965年7月13日—），德国男子击剑运动员。他曾参加1988年、1992年、1996年和2000年四届夏季奥运会，共收获两枚金牌和一枚银牌。2016年，他入选德国体育名人堂。